# Pòssum septentrional
El pòssum septentrional (Trichosurus arnhemensis) és un marsupial nocturn que viu al nord d'Austràlia. Té un pelatge de color gris, amb un ventre blanc i una pell rosa. El pòssum septentrional pot mesurar fins a 55 cm de llarg, sense comptar la cua i té una mida similar a la d'un gat petit. A diferència dels altres Trichosurus, el pòssum septentrional no té la cua especialment espessa.